# 另一種注目
《另一種注目》是由鏡電視新聞台藝文節目部製播的紀實節目，目前為雙塊狀，於週六、日晚間九點在鏡新聞頻道播出。
內容上強調人物故事與獨特觀點，形式上以影像敘事出發；《另一種注目》製播至今已完成超過165部紀實短片，除了製作許多獲得國內外獎項的紀實作品，目前也是台灣少數製播系列紀錄片（Doc Series）的節目。
2025年，推出《那些年，撐起職棒的他們》五集系列紀錄片。

## 獎項及提名
| 年份 | 獎項                             | 類別                                        | 作品名稱                           | 結果         |
| ---- | -------------------------------- | ------------------------------------------- | ---------------------------------- | ------------ |
| 2022 | 第13屆TIDF台灣國際紀錄片影展     | 比紀錄片還陌生：潛未來 單元                 | 《蜃樓記》                         | 選映         |
| 2022 | 第44屆金穗獎                     | 實驗片                                      | 《蜃樓記》                         | 入圍         |
| 2022 | 第2屆non-syntax實驗影像展        | 空間的物誌學 單元                           | 《蜃樓記》                         | 選映         |
| 2022 | 第2屆non-syntax實驗影像展        | 模糊的冥想 單元                             | 《土星頻道》                       | 選映         |
| 2022 | 第14屆南韓國際紀錄片影展         | 紀錄短片競賽                                | 《離岸的船》                       | 入圍         |
| 2022 | 第26屆捷克伊赫拉瓦國際紀錄片影展 | 短片競賽                                    | 《蜃樓記》                         | 入圍         |
| 2022 | 第21屆南方影展                   | 全球華人影片競賽 實驗類                     | 《蜃樓記》                         | 入圍         |
| 2022 | 第21屆南方影展                   | 全球華人影片競賽 實驗類                     | 《土星頻道》                       | 入圍         |
| 2022 | 台灣醫療報導獎                   | 新媒體類                                    | 《到宅醫加一》                     | 佳作         |
| 2022 | 第21屆卓越新聞獎                 | 藝術與文化新聞獎                            | 《白沙屯媽祖進香故事》             | 入圍         |
| 2022 | FFD印尼日惹紀錄片影展            | 短片                                        | 《蜃樓記》                         | 選映         |
| 2022 | FFD印尼日惹紀錄片影展            | 短片                                        | 《土星頻道》                       | 選映         |
| 2022 | 金馬影展                         | 華語映像單元                                | 《自由的人》                       | 選映         |
| 2022 | 第16屆勞動金像獎                 | 長片組                                      | 《台灣紳士》                       | 第二名       |
| 2022 | 第16屆勞動金像獎                 | 短片組                                      | 《司機on the road公車》            | 第二名       |
| 2022 | 第36屆吳舜文新聞獎               | 紀錄片獎                                    | 《通往家的伸展台》                 | 獲獎         |
| 2022 | 第36屆吳舜文新聞獎               | 紀錄片獎                                    | 《韓留》                           | 入圍         |
| 2023 | 法國克萊蒙費宏市場展             | country in focus: Taiwan                    | 《自由的人》                       |              |
| 2023 | 法國克萊蒙費宏市場展             | country in focus: Taiwan                    | 《蟲子從土裡鑽出來就變成人》       |              |
| 2023 | 第45屆金穗獎                     | 最佳實驗片獎                                | 《土星頻道》                       | 獲獎         |
| 2023 | 第45屆金穗獎                     | 最佳紀錄片獎                                | 《台灣紳士》                       | 入圍         |
| 2023 | 第45屆金穗獎                     | 最佳紀錄片獎                                | 《自由的人》                       | 入圍         |
| 2023 | 第3屆銀響力新聞獎                | 系列專題報導獎                              | 《喜德阿公的養雞事業》             | 首獎         |
| 2023 | 第3屆銀響力新聞獎                | 單篇專題報導獎                              | 《照顧的重量》                     | 入圍         |
| 2023 | 第2屆臺灣生態環境影展            | 最佳環境長片獎                              | 《困住之島》                       | 獲獎         |
| 2023 | 第2屆臺灣生態環境影展            | 最佳剪輯獎                                  | 《困住之島》                       | 入圍         |
| 2023 | 第2屆臺灣生態環境影展            | 最佳敘事獎                                  | 《困住之島》                       | 入圍         |
| 2023 | 第2屆臺灣生態環境影展            | 決選評審特別獎                              | 《窗殺》                           | 獲獎         |
| 2023 | 第2屆臺灣生態環境影展            | 最佳短片獎                                  | 《窗殺》                           | 入圍         |
| 2023 | 第7屆全球華文永續報導獎          | 專業組 影片類（長）                         | 《窗殺》                           | 優等         |
| 2023 | 第7屆全球華文永續報導獎          | 專業組 影片類（長）                         | 《猛禽救傷站》                     | 入圍         |
| 2023 | 第58屆金鐘獎                     | 節目類剪輯獎                                | 《我討厭我的名字》/ 廖鏡文         | 獲獎         |
| 2023 | 第23屆高雄電影節                 | 國際短片競賽臺灣組                          | 《蟲子從土裡鑽出來就變成人》       | 入圍         |
| 2023 | 第17屆勞動金像獎                 | 長片組                                      | 《菲達蒂的小套房》                 | 第二名       |
| 2023 | 第20屆HKAFF香港亞洲電影節        | 我們在這如此生活 單元                       | 《蜃樓記》                         | 選映         |
| 2023 | 第2屆kawas嘉瓦士山 岳生態影展    | 台灣徵件                                    | 《山又二分之一》EP.3希姆隆峰的咆哮 | 首獎         |
| 2023 | 第1屆沖繩環太平洋國際電影節      | Pacific Islands Showcase                    | 《蜃樓記》                         | 選映         |
| 2023 | 第1屆沖繩環太平洋國際電影節      | Pacific Islands Showcase                    | 《台灣紳士》                       | 選映         |
| 2023 | 第1屆沖繩環太平洋國際電影節      | Pacific Islands Showcase                    | 《離岸的船》                       | 選映         |
| 2023 | 第13屆宜蘭國際綠色影展           |                                             | 《窗殺》                           | 選映         |
| 2023 | 第6屆TDFF東京紀錄片影展          | 短編 エスニシティを超えて 單元              | 《離岸的船》                       | 選映         |
| 2024 | 紐約電視電影獎                   | Cultural Issues獎                           | 《品・味》                         | 銅獎         |
| 2024 | 第57屆休士頓影展                 | Training, Film & Video Productions          | 《角力的孩子》                     | 銀獎         |
| 2024 | 第57屆休士頓影展                 | Ethnic & Cultural, Film & Video Productions | 《菲達蒂的小套房》                 | 銀獎         |
| 2024 | 第47屆IWFF美國國際野生動物影展   | Living with Wildlife                        | 《窗殺》                           | 入圍         |
| 2024 | 第46屆金穗獎                     | 最佳紀錄片獎                                | 《窗殺》                           | 獲獎         |
| 2024 | 第46屆金穗獎                     | 最佳紀錄片獎                                | 《青木瓜之味》                     | 入圍         |
| 2024 | 第14屆TIDF台灣國際紀錄片影展     | 台灣競賽                                    | 《自由的人》                       | 入圍         |
| 2024 | 第21屆SIEFF首爾國際生態影展      | 國際競賽評審團特別獎                        | 《窗殺》                           | 獲獎         |
| 2024 | 第4屆銀響力新聞獎                | 電視及網路影音類 單篇專題報導獎             | 《火星人出國去比賽》               | 入圍         |
| 2024 | 第11屆桃園電影節                 | 台灣獎 人文關懷獎                           | 《青木瓜之味》                     | 獲獎         |
| 2024 | 第59屆金鐘獎                     | 人文紀實節目獎                              | 《穿越圓山祕徑》                   | 入圍         |
| 2024 | 第59屆金鐘獎                     | 節目類攝影獎                                | 《山又二分之一》/ 蘇品豪           | 入圍         |
| 2024 | 第7屆SAFF首爾動物電影節          | 最佳短片                                    | 《窗殺》                           | 入圍         |
| 2024 | 第31屆台灣國際女性影展           | 台灣競賽                                    | 《窗殺》                           | 入圍         |
| 2024 | 第25屆SDAFF聖地牙哥亞洲電影節    | SHORTS：ANIMAL INSTINCTS                    | 《窗殺》                           | 選映         |
| 2024 | 第23屆南方影展                   | 觀摩單元                                    | 《蟲子從土裡鑽出來就變成人》       | 選映         |
| 2025 | 第48屆IWFF美國國際野生動物影展   | 2025 SELECTIONS                             | 《誰殺了牠》                       | 選映         |
| 2025 | 第47屆金穗獎                     | 最佳紀錄片獎                                | 《侯硐奇譚》                       | 評審團特別獎 |
| 2025 | 第22屆SIEFF首爾國際生態影展      | 國際競賽                                    | 《誰殺了牠》                       |              |